# Fansipan
Fansipan (Vietnamita: Phan Xi Păng,  escolteu (?·pàg.)) és una muntanya del Vietnam. L'alçada de la muntanya era de 3.143 metres l'any 1909, però actualment té una alçada de 3.147,3 metres. És la muntanya més alta en de la Península d'Indoxina (que comprèn Vietnam, Laos i Cambodja), i d'aquí el seu sobrenom "el Sostre d'Indoxina". Està localitzada en la província Lào Cai de la regió de Nord-oest de Vietnam, a 9 km al sud-oest de Sa Pa en la serralada Hoang Lien Son. Administrativament, està compartida entre el districte de Tam Đường (Lai Châu) i la ciutat de Sa Pa, a Lào Cai.

## Etimologia
L'origen del nom Phan Xi Păng no és clar. La teoria més acceptada és que va evolucionar de Hủa Xi Pan (la roca gegant que trontolla), el nom que els locals van atribuir a la muntanya en base a la seva forma. Una altra teoria suggereix que el nom prové del poble Hmong, ja que significa Muntanya d'Azalea en la seva llengua a causa de la prevalència de l'azalea i altres espècies del gènere Rododendre a la muntanya.
També s'ha suggerit que el nom podria haver derivat de Phan Văn Sơn, un oficial geògraf de la dinastia Nguyen que va ajudar els francesos a cartografiar la zona i definir la frontera amb Xina el 1905. A causa de la pronunciació local inexacta, el nom va evolucionar a Phan Xi Păng.

## Geografia
Fansipan és la muntanya més alta de la serralada Hoang Lien Son, situada en la frontera de les províncies de Lào Cai i Lai Châu, amb el seu cim localitzat a la banda de Lào Cai. La muntanya és part del Parc Nacional Hoàng Liên. Té una prominència topogràfica de 1.613 metres, la sisena del Vietnam.

## Geologia
Fansipan es va formar fa prop de 250–260 milions d'anys, entre el període Permià de l'era paleozoica i el període triàsic de l'era mesozoica. L'orogènesi de l'Himàlaia des del mesozoic tardà van elevar encara més el Fansipan i la serralada Hoang Lien Son, i va crear la falla del riu Roig a l'est.

## Marca del cim
La piràmide de metall inicial es va fabricar i instal·lar per part d'enginyers soviètics de Hòa Bình el 1985. L'expedició d'alpinisme aficionat va ser la primera des del final del període colonial i es va fer coincidir en el temps amb el 40è aniversari del Dia de Victòria de la Unió Soviètica sobre l'Alemanya Nazi.

## Escalada
La muntanya Fansipan es pot ascendir amb un gran esforç. Anteriorment, eren necessaris 5 o 6 dies des de Sa Pa per assolir el cim de Fansipan i tornar. Ara el temps total és normalment només aproximadament tres dies
Existeixen empreses turístiques que organitzen pujades al cim que duren entre un i tres dies. La majoria recomanen prendre les opcions de dos o tres dies, i pocs guies organitzen pujades d'un sol dia.
A uns 1.500 m es troba un poblat petit, on s'ofereix allotjament i menjar. Més amunt, a uns 2.800 m, hom pot trobar un campament per passar-hi la nit. La majoria de viatges organitzats inclouen l'ús d'aquestes instal·lacions.

### Telefèric

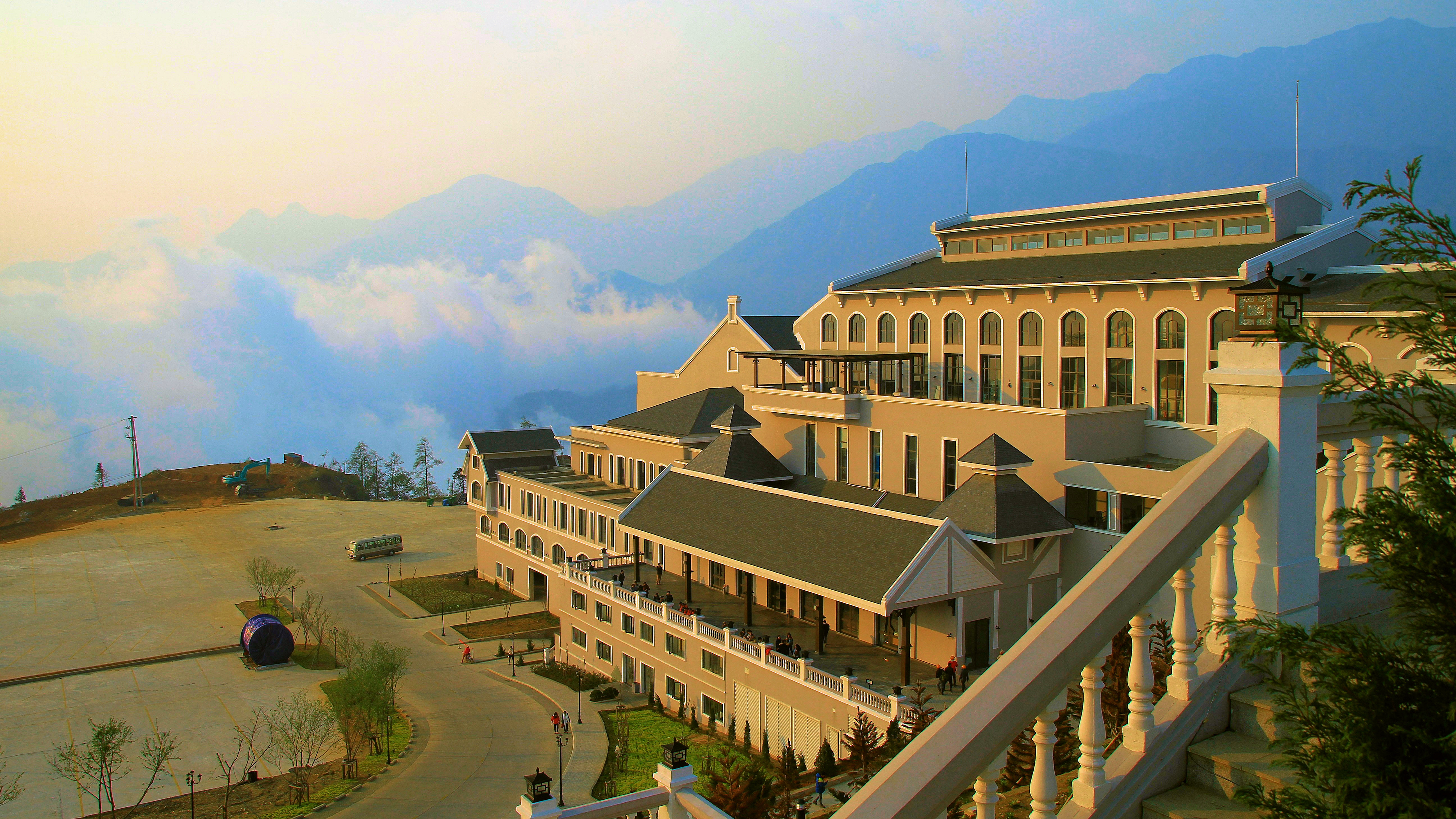
Estació de telefèric que va a Fansipan

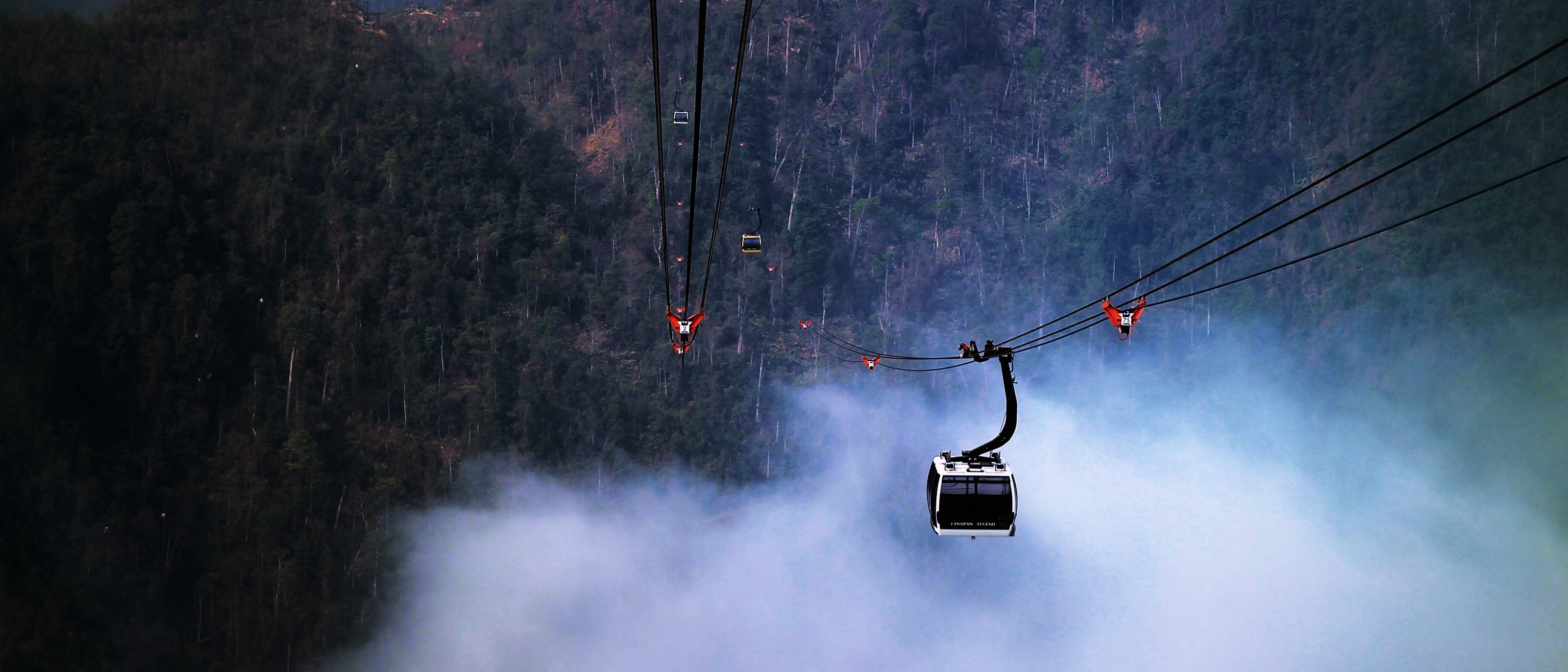
Cim del Fansipan

El 2 de febrer de 2016 es va inaugurar un telefèric que porta fins al cim de Fansipan. L'ascensor de gòndola surt d'una terminal a la vall Muong Hoa prop de Sa Pa i triga uns 20 minuts en arribar al cim. El servei té dos premis Guinness: pel telefèric de tres cables més llarg sense aturades (6,3 km), i per la diferència d'alçària més gran per a un telefèric de tres cables sense aturades (1.410 m). Actualment, també hi ha trens escaladors que ajuden a salvar les escales. El bitllet del viatge d'anada i tornada en el telefèric té un cost per al públic d'uns 700.000 dongs i el del tren escalador és de 150.000 dongs. Hi ha descomptes per estudiants.